# Le Démon de la danse (film, 1950)
Pour les articles homonymes, voir Le Démon de la danse.
Pour plus de détails, voir Fiche technique et Distribution.
Le Démon de la danse (Dance Hall) est un film britannique réalisé par Charles Crichton, sorti en 1950.

## Fiche technique
- Titre original : Dance Hall
- Titre français : Le Démon de la danse
- Réalisation : Charles Crichton
- Scénario : E. V. H. Emmett (en), Diana Morgan et Alexander Mackendrick
- Photographie : Douglas Slocombe
- Montage : Seth Holt
- Pays de production : Royaume-Uni
- Format : Noir et blanc - 1,37:1
- Genre : drame
- Durée : 80 minutes
- Date de sortie : 1950

## Distribution
- Natasha Parry : Eve
- Jane Hylton (en) : Mary
- Diana Dors : Carole
- Petula Clark : Georgie
- Donald Houston : Phil
- Bonar Colleano : Alec
- Douglas Barr : Peter
- Fred Johnson : Mr Wilson
- Gladys Henson (en) : Mme Wilson
- Dandy Nichols (en) : Mme Crabtree
- Sydney Tafler : Manager
- James Carney : Mike
- Kay Kendall : Doreen
- Eunice Gayson : Mona
- Harold Goodwin : Jack
- Michael Trubshawe : Colonel
- Ted Heath et son orchestre : eux-mêmes
- Hy Hazell : elle-même